# (10982) Poerink
(10982) Poerink  es un asteroide perteneciente al cinturón de asteroides, descubierto el 11 de octubre de 1977 por Cornelis Johannes van Houten e Ingrid van Houten-Groeneveld sobre placas de Tom Gehrels desde el Observatorio de Palomar, en Estados Unidos.

## Designación y nombre
Poerink se designó inicialmente como 2672 T-3.
Más adelante fue nombrado en honor a Urijan Poerink (n. 1953), investigador holandés de meteoritos durante más de 20 años, participó especialmente en expediciones al sur de Francia para observar las Perseidas en 1993 y a Corea del Sur, Jordania y España para observar las Leónidas durante 1998-2002.

## Características orbitales
Poerink orbita a una distancia media del Sol de 3,183 ua, pudiendo acercarse hasta 2,260 ua y alejarse hasta 4,105 ua. Tiene una excentricidad de 0,290 y una inclinación orbital de 13,229° grados. Emplea en completar una órbita alrededor del Sol 2074,14 días.
Los próximos acercamientos a la órbita de Júpiter ocurrirán el 11 de junio de 2111, el 30 de junio de 2122 y el 20 de mayo de 2133.
Pertenece a la familia de asteroides de (778) Theobalda.

## Características físicas
Su magnitud absoluta es 14,01. Tiene 9,989 km de diámetro y su albedo se estima en 0,064.